# Świerszczewo (Karcino)
Świerszczewo – część wsi Karcino w północno-zachodniej Polsce położona w województwie zachodniopomorskim, w powiecie kołobrzeskim, w gminie Kołobrzeg.
Nazwę Świerszczewo wprowadzono urzędowo w 1948 r., zastępując poprzednią niemiecką nazwę Langesende.